# Амаго (род)
Род Амаго (яп. 尼子氏 амаго си) — самурайский род периода средневековья в Японии. Происходит от боковой ветви рода Кёгоку. Потомок древнего рода Минамото. Имя рода происходит от села Амаго (современная префектура Сига), где первоначально находилось имение рода. Иногда встречается написание род Амако.

## История
Амаго были заместителями губернаторов провинции Идзумо (современная префектура Симане) из рода Кёгоку. После войны годов Онин (1467—1477), которая стала причиной развала сёгуната Муромати и начала масштабных междоусобиц в Японии, Амаго захватили Идзумо и начали расширять свои земли в регионе Санъин, северной части региона Тюгоку. Центром их владений стал замок Гассан-Тода. Наивысший расцвет Амаго пришёлся на годы правления Амаго Цунэхисы. Основным оппонентом рода был род Оути, а позже — род Мори.
В 1566 году, в результате сдачи замка Гассан-Тода войскам Мори, род Амаго утратил свои владения. После этого были попытки бывших вассалов рода во главе с Яманакой Юкимори восстановить этот род в землях Идзумо. Им помогали главные оппоненты Мори — роды Отомо и Ода. Однако эти попытки потерпели поражение. В 1578 году погиб последний глава Амаго, Амаго Кацухиса, а Яманака Юкимори был казнён родом Мори.
Несмотря на то, что главная ветвь Амаго была уничтожена, представители боковых линий рода стали вассалами Мори. Они просуществовали до середины XX века.

## Главы рода Амаго
1. Амаго Такахиса (яп. 尼子高久)
2. Амаго Мотихиса (яп. 尼子持久)
3. Амаго Киёсада (яп. 尼子清定)
4. Амаго Цунэхиса (яп. 尼子経久)
5. Амаго Масахиса (яп. 尼子政久}
6. Амаго Харухиса (яп. 尼子晴久)
7. Амаго Ёсихиса (яп. 尼子義久)
8. Амаго Мототомо (яп. 尼子元知)
9. Амаго Кацухиса (яп. 尼子勝久)